# Козявка георгиновая
Козявка георгиновая (лат. Galeruca dahli) — вид листоедов (Chrysomelidae) из подсемейства козявок (Galerucinae).

## Описание
Длина тела имаго 6,5—8,0 мм. На надкрыльях рёбра слабо выражены.

## Классификация
Род разделяется на два подвида:
- Galeruca dahli dahli (Joannis, 1866)
- Galeruca dahli vicina Solsky, 1872

## Распространение
Вид встречается в Европе: во франции Франции, севере Италии, Германии, Австрии, юге Польши, в Румынии, на юге Украины и в Крыму, Западная Сибирь, на Алтае, в Забайкалье, Монголии, на Сахалине и в Корее.